# Nipponomysis minuta
Nipponomysis minuta är en kräftdjursart som beskrevs av Nobuyuki Fukuoka och Murano 1997. Nipponomysis minuta ingår i släktet Nipponomysis och familjen Mysidae. Inga underarter finns listade i Catalogue of Life.